# Andy Andrews
Pour les articles homonymes, voir Andrews.
Andy Andrews, né le 1er janvier 1959 à Raleigh, est un joueur de tennis américain, professionnel entre 1981 et 1985.

## Carrière
Après avoir obtenu un diplôme de gestion d'entreprise à l'Université de Caroline du Nord en 1981, il passe cinq saisons sur le circuit professionnel au début des années 1980.
Partenaire de double de John Sadri au début des années 1980, ils ont atteint ensemble la finale de l'Open d'Australie 1982, année durant laquelle il remporte trois tournois en double, ainsi que les demi-finales à US Open en 1983.
En simple, il a atteint les quarts de finale à Tokyo et les demi-finales à Bahia en 1982. Il réalise ses meilleurs résultats en Grand Chelem en 1983 avec une victoire sur Anders Järryd à Wimbledon et un troisième tour à l'Open d'Australie. En 1985, il perd une finale en Challenger à San Luis Potosí contre Leonardo Lavalle et en remporte deux en double à Montréal et Schenectady avec Tomm Warneke.
Actuellement directeur d'une agence immobilière, il travaille également pour la Fédération de tennis des États-Unis. En 2013, il est nommé au conseil d'administration de l'USTA pour deux ans.

## Palmarès

### Titres en double messieurs
| No | Date       | Nom et lieu du tournoi                              | Catégorie | Dotation  | Surface      | Partenaire  | Finalistes               | Score         |  |
| -- | ---------- | --------------------------------------------------- | --------- | --------- | ------------ | ----------- | ------------------------ | ------------- |  |
| 1  | 05-07-1982 | Miller Lite Hall of Fame Championships Newport (RI) |           | 100 000 $ | Gazon (ext.) | John Sadri  | Syd Ball Rod Frawley     | 3-6, 7-6, 7-5 |  |
| 2  | 26-07-1982 | Cap d'Agde WCT Le Cap d'Agde                        |           | 300 000 $ | Terre (ext.) | Drew Gitlin | Pavel Složil Tomáš Šmíd  | 6-2, 6-4      |  |
| 3  | 16-08-1982 | Tournoi de tennis de Stowe Stowe                    |           | 75 000 $  | Dur (ext.)   | John Sadri  | Eric Fromm Mike Fishbach | 6-3, 6-4      |  |

### Finales en double messieurs
| No | Date       | Nom et lieu du tournoi             | Catégorie | Dotation  | Surface         | Vainqueurs                     | Partenaire  | Score         |          |
| -- | ---------- | ---------------------------------- | --------- | --------- | --------------- | ------------------------------ | ----------- | ------------- | -------- |
| 1  | 20-09-1982 | Los Angeles WCT Los Angeles        |           | 300 000 $ | Moquette (int.) | Kevin Curren Hank Pfister      | Drew Gitlin | 4-6, 6-2, 7-5 |          |
| 2  | 02-12-1982 | Marlboro Australian Open Melbourne | G. Chelem | 350 000 $ | Gazon (ext.)    | John Alexander John Fitzgerald | John Sadri  | 6-4, 7-6      | Parcours |
| 3  | 28-02-1983 | Copa Monterrey Monterrey           |           | 75 000 $  | Moquette (int.) | David Dowlen Nduka Odizor      | John Sadri  | 3-6, 6-3, 6-4 | Parcours |

## Parcours dans les tournois duGrand Chelem

### En simple
| Année | Open d'Australie | Open d'Australie | Internationaux de France | Internationaux de France | Wimbledon      | Wimbledon  | US Open         | US Open    | Open d'Australie | Open d'Australie |
| ----- | ---------------- | ---------------- | ------------------------ | ------------------------ | -------------- | ---------- | --------------- | ---------- | ---------------- | ---------------- |
| 1981  | n.o.             | n.o.             | —                        | —                        | —              | —          | 1er tour (1/64) | Y. Noah    | —                | —                |
| 1982  | n.o.             | n.o.             | —                        | —                        | 2e tour (1/32) | D. Carter  | 1er tour (1/64) | S. Stewart | 2e tour (1/32)   | D. Gitlin        |
| 1983  | n.o.             | n.o.             | 1er tour (1/64)          | A. Gómez                 | 2e tour (1/32) | T. Mayotte | 1er tour (1/64) | C. Lewis   | 3e tour (1/16)   | J. Kriek         |
| 1984  | n.o.             | n.o.             | —                        | —                        | —              | —          | —               | —          | 2e tour (1/32)   | P. Cash          |

N.B. : à droite du résultat se trouve le nom de l'ultime adversaire.

### En double
| Année | Open d'Australie | Open d'Australie | Internationaux de France | Internationaux de France | Wimbledon                                                                     | Wimbledon                                                                      | US Open                                                                                | US Open                    | Open d'Australie | Open d'Australie |
| ----- | ---------------- | ---------------- | ------------------------ | ------------------------ | ----------------------------------------------------------------------------- | ------------------------------------------------------------------------------ | -------------------------------------------------------------------------------------- | -------------------------- | ---------------- | ---------------- |
| 1981  | n.o.             | n.o.             | —                        | —                        | —                                                                             | —                                                                              | 1/8 de finale D. Gitlin \|\| style="text-align:left;" \| M. Cahill To. Gullikson       | —                          | —                |                  |
| 1982  | n.o.             | n.o.             | —                        | —                        | 1er tour (1/32) J. Sadri \|\| style="text-align:left;" \| R. Frawley C. Lewis | 1er tour (1/32) J. Sadri \|\| style="text-align:left;" \| B. Manson B. Teacher | Finale J. Sadri                                                                        | J. Alexander J. Fitzgerald |                  |                  |
| 1983  | n.o.             | n.o.             | —                        | —                        | 1er tour (1/32) J. Sadri \|\| style="text-align:left;" \| S. Ball J. Canter   | 1/2 finale J. Sadri \|\| style="text-align:left;" \| F. Buehning V. Winitsky   | 2e tour (1/16) J. Sadri \|\| style="text-align:left;" \| H. Pfister E. Teltscher       |                            |                  |                  |
| 1984  | n.o.             | n.o.             | —                        | —                        | 1er tour (1/32) J. Sadri \|\| style="text-align:left;" \| P. Cash P. McNamee  | 1/8 de finale J. Sadri \|\| style="text-align:left;" \| M. Bauer C. Motta      | 2e tour (1/16) J. Sadri \|\| style="text-align:left;" \| M. Edmondson S. Stewart       |                            |                  |                  |
| 1985  | n.o.             | n.o.             | —                        | —                        | —                                                                             | —                                                                              | 1er tour (1/32) G. Layendecker \|\| style="text-align:left;" \| B. Levine E. Van't Hof | —                          | —                |                  |

N.B. : le nom du ou de la partenaire se trouve sous le résultat ; les noms des ultimes adversaires se trouvent à droite.